# Xanthopimpla verticalis
Xanthopimpla verticalis là một loài tò vò trong họ Ichneumonidae.